# Força Aérea Ganense
A Força Aérea Ganense é o ramo militar organizacional de guerra aérea das Forças Armadas do Gana. Juntamente com o exército ganense e a marinha ganense, compõem as Forças Armadas ganenses, que são controladas pelo Ministério da Defesa do Gana.

## Historia
A Força Aérea Ganense começou em 24 de julho de 1959 como uma Escola de Treinamento de Vôo com instrutores e técnicos israelenses. A Escola foi estabelecida como um berço de um serviço para complementar o Exército e a Marinha. Mais tarde naquele ano, uma sede foi estabelecida em Accra, sob o comando do Comodoro do ar indiano, Jaswant Singh, que foi apontado como o primeiro Chefe do Estado-Maior da Força Aérea. Em 1960, o pessoal da Força Aérea Real assumiu a tarefa de treinar a recém-criada Força Aérea Ganense e, em 1961, juntou-se a eles um pequeno grupo de funcionários da Força Aérea Real Canadense. Em setembro de 1961, como parte do programa de africanização do presidente Kwame Nkrumah, um comandante ganês foi nomeado, sendo o primeiro o J.E.S. de Graft-Hayford. Embora nascido no Reino Unido, ele era descendente de ganenses.
A Força Aérea de Gana estava no início equipada com um esquadrão de treinadores de esquilos e esquadrões de aeronaves de transporte Beavers, Otters e Caribou. Além disso, um jato DH125 foi comprado para Kwame Nkrumah, os helicópteros Hughes foram comprados para pulverização de mosquitos, além de DH Doves and Herons. Os helicópteros Westland Whirlwind, de fabricação britânica, e um esquadrão de jatos MB-326 de ataque ao solo, feitos na Itália, também foram comprados.
Em 1962, a Escola Nacional de Planar foi criada por Hanna Reitsch, que já foi o principal piloto pessoal de Adolf Hitler. Sob o comando do Comodoro do ar Graft-Hayford, ele atuou como diretor, instrutor de operações e treinador da escola. Ele também atuou como piloto pessoal de Kwame Nkrumah, de 1962 a 1966.

## Organização
A sede da FAG e o principal aeroporto de transporte estão localizados em Accra, perto do Aeroporto Internacional de Kotoka. Outros aeródromos da FAG estão em:
- Tamale
- Sekondi-Takoradi

A Estação da Força Aérea, Sekondi-Takoradi, começou como Estação RAF Takoradi, e depois se tornou a Estação da Força Aérea do Gana, Sekondi-Takoradi, em 1º de março de 1961. A Aeronave de Treinamento Básico Chipmunk foi a primeira aeronave usada na Estação com todos os Rank Air Estação de Força.
A estação da Força Aérea de Accra, surgiu logo depois que a Força Aérea Real assumiu a administração dos oficiais da Força Aérea indiana e israelense no início de 1961. A estação estava alojada no hangar nº 3 em Accra Aeroporto (Aeroporto Internacional de Kotoka) com quase nenhuma aeronave. A Unidade possuía quatro subunidades principais, ou seja, asa de administração, asa voadora, asa técnica e asa de equipamento. A Escola de Treinamento Técnico também estava localizada nesta estação.
A estação mudou-se do hangar nº 3 para a sua localização atual no Campo da Birmânia no final de 1965.

## Missão
O papel da Força Aérea de Gana, conforme definido na Política Nacional de Defesa, é fornecer "Transporte Aéreo e Apoio Aéreo Ofensivo às Forças Armadas de Gana e proteger o espaço aéreo territorial de Gana". A Política de Defesa Nacional declara ainda determinadas tarefas específicas, que a Força Aérea de Gana deverá executar. Essas tarefas são as seguintes:
- Manter a capacidade de ataque ao solo e fornecer suporte aéreo próximo durante a operação.
- Fornecer apoio de transporte às Forças Armadas de Gana.
- Fornecer vigilância sobre o espaço aéreo do Gana e sobre a Zona Econômica Exclusiva.
- Fornecer capacidade de ligação e recepção de vôo.
- Fornecer capacidade de voo VIP.
- Fornecer suporte de transporte para civis, conforme as instruções do governo.
- Fornecer evacuação médica e assistência de resgate aéreo.

A Força Aérea de Gana também é responsável pela coordenação e direção da Busca e Resgate na Região de Informações de Voo de Accra.

## Aeronaves

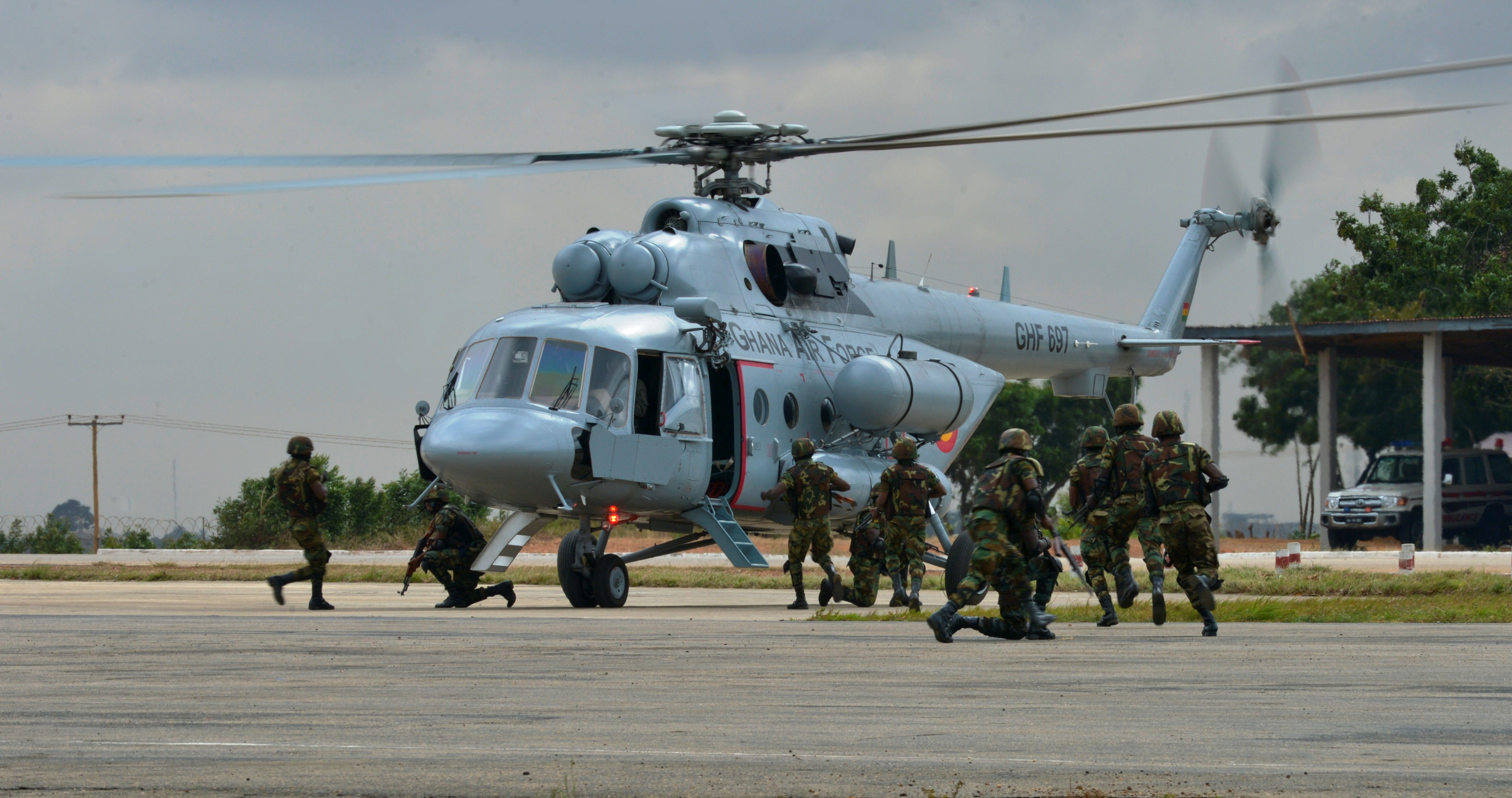
Uma equipe de forças especiais do Gana embarca em um helicóptero Mi-17

### Em serviço
| Aviões               | Origem         | Tipo                  | Variante  | Em serviço | Notas          |         |
| Combate              | Combate        | Combate               | Combate   | Combate    | Combate        | Combate |
| -------------------- | -------------- | --------------------- | --------- | ---------- | -------------- | ------- |
| Embraer EMB 314      | Brasil         | Ataque rápido         |           |            | 5 encomendados |         |
| Reconhecimento       |                |                       |           |            |                |         |
| Diamond DA42         | Austria        | vigilância            |           | 2          |                |         |
| Transporte           |                |                       |           |            |                |         |
| CASA C-295           | Brasil         | transporte/utilitária |           | 3          |                |         |
| Helicópteros         |                |                       |           |            |                |         |
| Mil Mi-17            | Russia         | transporte/utilitária | Mi-17/171 | 6          | 2 encomendados |         |
| Bell 412             | Estados Unidos | utilitária            |           | 1          |                |         |
| Harbin Z-9           | China          | utilitária            |           | 4          |                |         |
| AgustaWestland AW109 | Italia         | utilitário leve       |           | 2          |                |         |
| Aviões de treino     |                |                       |           |            |                |         |
| Hongdu K-8           | China          | treinador a jato      |           | 4          |                |         |
| Diamond DA42         | Austria        | treinador multi-motor |           | 1          |                |         |

### Fora de serviço

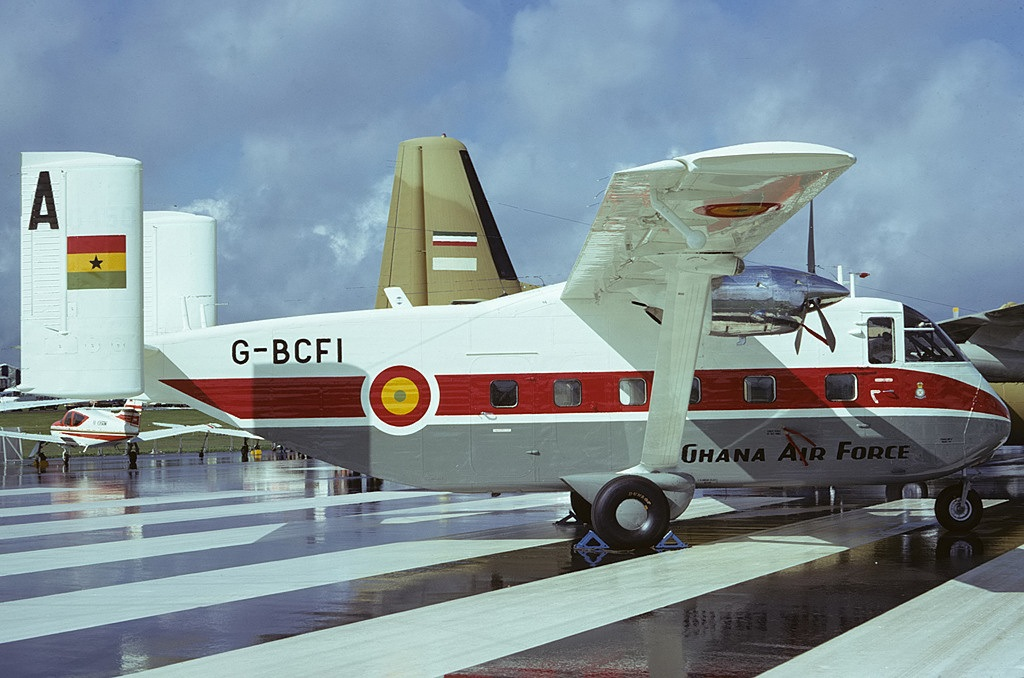
Um ex-Short SC.7 Skyvan do GHF

| Aviões                    | Origem            | Tipo                | Em serviço        | Notas                                             |                   |                   |
| Aviões de combate         | Aviões de combate | Aviões de combate   | Aviões de combate | Aviões de combate                                 | Aviões de combate | Aviões de combate |
| ------------------------- | ----------------- | ------------------- | ----------------- | ------------------------------------------------- | ----------------- | ----------------- |
| Aermacchi MB-339          | Italia            | Ataque leve         | 4                 | Colocado em armazenamento                         |                   |                   |
| Transporte                |                   |                     |                   |                                                   |                   |                   |
| Short Skyvan              | Reino Unido       | Transporte          | 2                 | reformado em 2004, depois aposentou-se do serviço |                   |                   |
| BN-2T Islander            | Reino Unido       | Transporte          | 4                 | retirado de serviço                               |                   |                   |
| Cessna 172                | Estados Unidos    | ligação / utilidade | 3                 | retirado de serviço                               |                   |                   |
| Helicópteros              |                   |                     |                   |                                                   |                   |                   |
| Bell 212                  | Reino Unido       | utilitário          | 2                 | Colocado em armazenamento                         |                   |                   |
| Aérospatiale Alouette III | França            | utilitário leve     | 5                 | retirado de serviço                               |                   |                   |
| Aviões de treinamento     |                   |                     |                   |                                                   |                   |                   |
| Aero L-39ZO               | República Tcheca  | jato de treinamento | 2                 | retirado de serviço                               |                   |                   |

## Chefes do Estado-Maior
A nomeação sênior na FAG é o Chefe do Estado-Maior. A seguir, é apresentada uma lista dos Chefes de Estado-Maior da Força Aérea de Gana:
| Chefe do Estado-Maior   | Recrutamento                   | Nota                      |
| ----------------------- | ------------------------------ | ------------------------- |
| K. Jaswant-Singh        | Maio 1959 – Agosto 1960        | Indiano                   |
| Ian Gundry-White        | setembro 1960 – Março 1961     | Britânico                 |
| John Whitworth          | Março 1961 – setembro 1962     | Britânico                 |
| J.E.S. de Graft-Hayford | setembro 1962 – Julho 1963     | Primeiro comandante ganês |
| Michael Otu             | Julho 1963 – Março 1968        |                           |
| Napoleon Ashley-Larsen  | Março 1968 – Janeiro 1971      |                           |
| Charles Beausoliel      | Janeiro 1971 – Dezembro 1971   |                           |
| N. Y. R. Ashley-Larsen  | Dezembro 1971 – Janeiro 1972   |                           |
| Charles Beausoliel      | Dezembro 1972 – Novembro 1976  |                           |
| George Yaw Boakye       | Novembro 1976 – Junho 1979     |                           |
| F. W. K. Klutse         | Junho 1979 – Dezembro 1979     |                           |
| J. E. Odaate-Barnor     | Dezembro 1979 – Maio 1980      |                           |
| K. K. Pumpuni           | Maio 1980 – Janeiro 1982       |                           |
| E. A. A. Awuviri        | Janeiro 1982 – Dezembro 1982   |                           |
| J. E. A. Kotei          | Dezembro 1982 – Junho 1988     |                           |
| Harry Dumashie          | Junho 1988 – Junho 1992        |                           |
| John Asamoah Bruce      | 5 Junho 1992 16 Março 2001     |                           |
| Edward Mantey           | Fevereiro 2001 – Janeiro 2005  |                           |
| Julius Boateng          | 20 Maio 2005 – 28 Janeiro 2009 |                           |
| Michael Samson-Oje      | 31 Março 2009 – Janeiro 2016   |                           |
| Maxwell Nagai           | Janeiro 2016 – Janeiro 2019    |                           |
| Marshal Frank Hanson    | Janeiro 2019 – atualidade      |                           |